# 黄月华螺
黄月华螺（学名：Haloa flavescens）为阿地螺科月华螺属的动物。分布于日本、菲律宾以及中国大陆的广东等地，属于暖水性种类。其常栖息于潮间带低潮线石头下、海藻间。